# Dropbox
Dropbox (чете се Дро́пбокс) е облачно хранилище на данни, собственост на компанията Dropbox Inc., даващо възможност на потребителите да съхраняват данните си на сървъри в облак и да ги споделят с други потребители в интернет. Технологията е базирана на синхронизация на данните.

## Възможности
Dropbox дава възможност да се съхраняват файлове на отдалечени сървъри с помощта на клиенти или с използване на уеб интерфейса посредством браузър. Въпреки че основният фокус на технологията е върху синхронизацията и обмена на информация, Dropbox следи хронологията на свалянията, като след изтриване на файл от сървъра е в състояние да възстанови данните. Съхранява се историята на изменение на файловете в продължение на 30 дни, налична е функция за безкрайна история на изменението на файловете „Pack-Rat“.
Историята на изменението на файловете се базира на принципа на делта кодирането за икономия на място. В историята на измененията се записва само разликата в двете версии на файла. Качените файлове чрез клиента нямат ограничения за размера си, но файловете, качени чрез уеб интерфейса, са ограничени до размер от 300 MB. Файловете могат да бъдат предоставяни за общ достъп чрез папката „Public“, което позволява услугата да се използва като файлообменник. Във версиите 0.8.x също има възможност да се предоставя достъп до всички папки на „My Dropbox“ чрез опцията „shareable link“, т.е. чрез уеб интерфейс. За съвместна работа над проекти услугата може да създава „Shared“ папки за общ достъп на лица с различен достъп до услугата. Възможна е автоматична синхронизация на файловете и папките.
Dropbox не използва шифроване на данните, поради което са възможни инциденти (например изтичане на данни). На 19 юни 2011 г. поради грешка в обновяващата система на сървъра за цели четири часа е било възможно да се влезе във всеки акаунт с използване на произволна парола.

## История
На 16 декември 2010 г. излиза стабилна версия на услугата.
Идеята се заражда в главата на основателя на компанията Дрю Хаустън, тогава студент в MIT, по време на автобусна разходка от Бостън към Ню Йорк. За да не скучае по пътя, младият Хаустън си взел ноутбука, но забравил флашката. Още в автобуса той започва да пише приложение за синхронизиран достъп до файлове през интернет.
По време на студентството Дрю става член на братството Phi Delta Theta (ΦΔΘ), където среща своя приятел и съосновател на Dropbox, иранеца Араш Фирдоуси.

## Цени за съхранение на данни
| Тарифен план | Обем, GB | Цена, щ.д./месец | Референтна програма        |
| ------------ | -------- | ---------------- | -------------------------- |
| Basic        | 2        | Безплатно        | + 8 GB (+ 16 за студенти)  |
| Pro 50       | 50       | 9,99             | + 16 GB (+ 32 за студенти) |
| Pro 100      | 100      | 19,99            | + 16 GB (+ 32 за студенти) |

## Подобни услуги
- iCloud
- Google Docs
- pCloud
- 4shared
- iWork.com
- Spideroak
- SugarSync
- Syncplicity
- Windows Live SkyDrive
- Wuala
- ZumoDrive
- Ubuntu One
- MandrivaSync
- Teamdrive

## Офиси
Централата на Dropbox се е помещавала на 760 Market Street, в Сан Франциско до юли 2011 г.
Корпоративната централа е в Сан Франциско, но в друга бизнес сграда – China Basin Landing.
През февруари 2014 Dropbox разширяват дайността си и отварят втори офис в Остин, Тексас в САЩ.
Щатът Тексас и управлението на град Остин предоставят, въз основа резултатите на компанията, стимулиращ пакет на стойност $1,7 милиона. Dropbox получава наградата, заради приноса си към град Остин и предоставянето на 170 нови работни места, със средна годишна работна заплата $59 000.